# ماوريسيو كوينتانايلا (لاعب كرة قدم)
ماوريسيو كوينتانايلا (بالإسبانية: Mauricio Quintanilla) هو لاعب كرة قدم سلفادوري في مركز الدفاع، ولد في 31 أكتوبر 1981 في Ilopango ‏ في السلفادور. شارك مع منتخب السلفادور لكرة القدم. أما مع النوادي، فقد لعب مع نادي أليانزا ‏.

## وصلات خارجية
- ماوريسيو كوينتانايلا (لاعب كرة قدم) على موقع قاعدة بيانات كرة القدم.إي يو (الإنجليزية)
- ماوريسيو كوينتانايلا (لاعب كرة قدم) على موقع ناشيونال فوتبول تيمز (الإنجليزية)
- ماوريسيو كوينتانايلا (لاعب كرة قدم) على موقع Soccerway.com (الإنجليزية)